# خلفتي
خلفتي (بالتركية: Halfeti )‏ هي مديرية في تركيا، تقع في شانلي أورفة، بلغ عدد سكانها 9,609 نسمة وذلك حسب إحصائيات سنة 2007، تبلغ مساحتها 643 كيلومتر مربع، رمزها البريدي هو 63 ХХХ.

## معرض صور

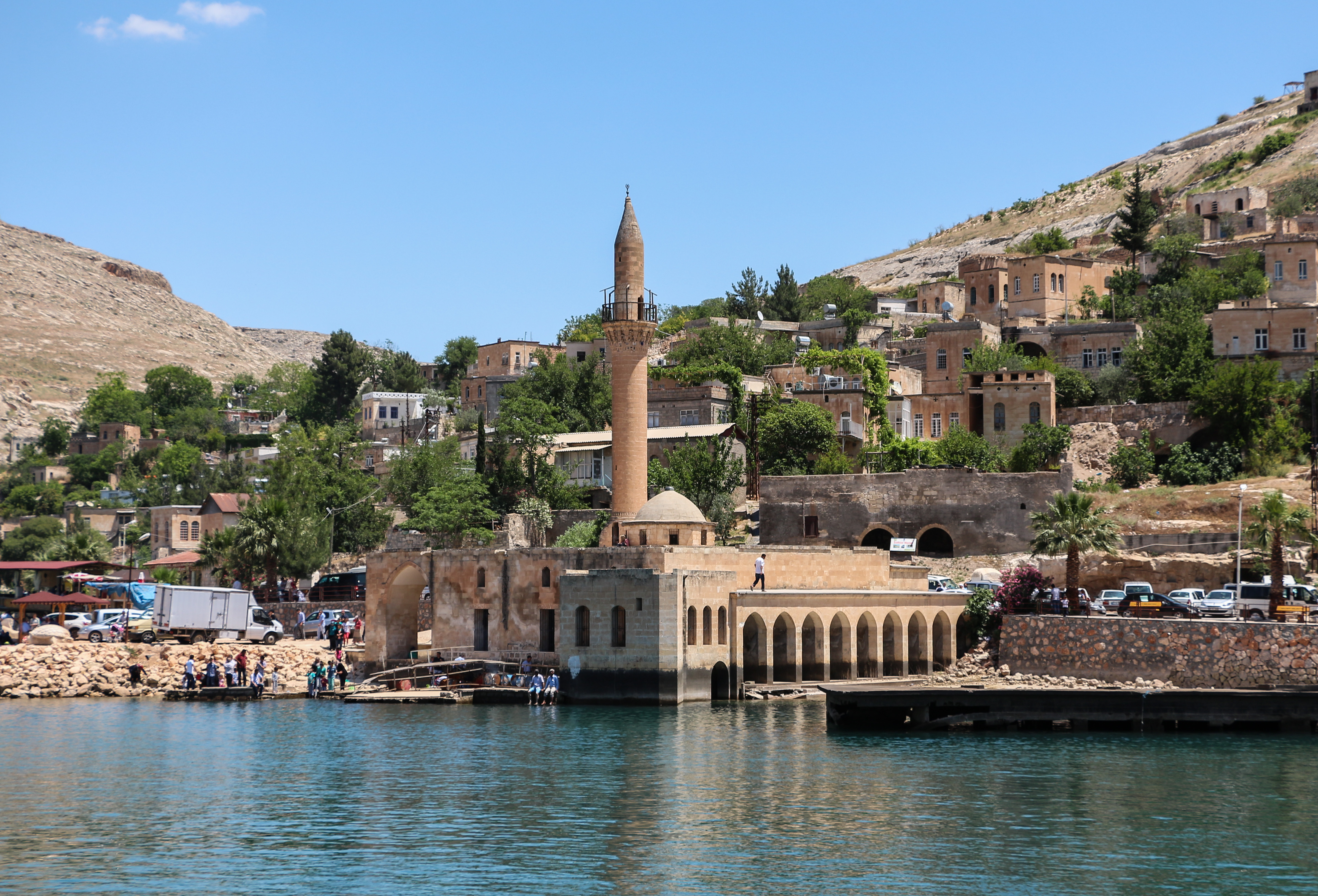
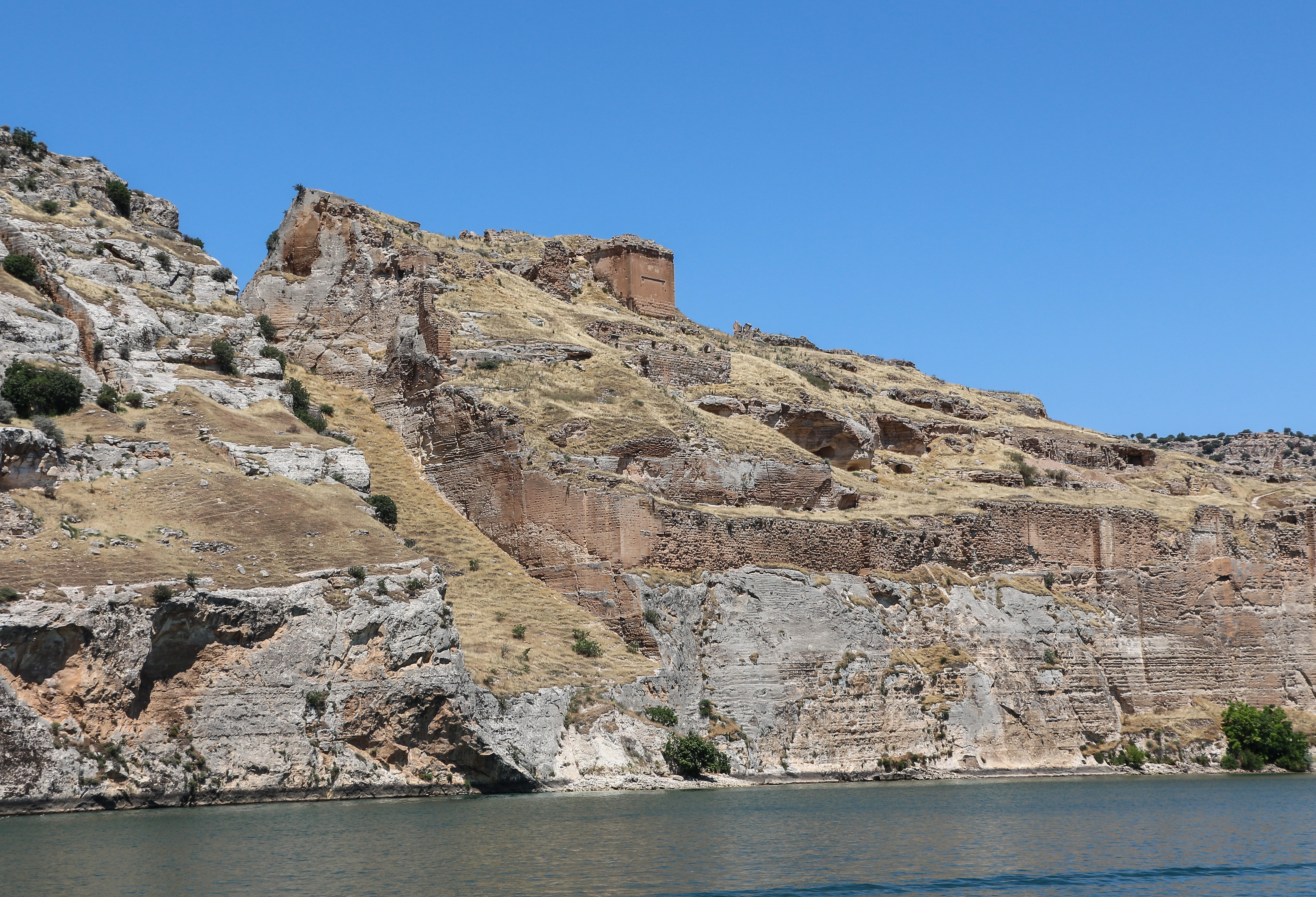
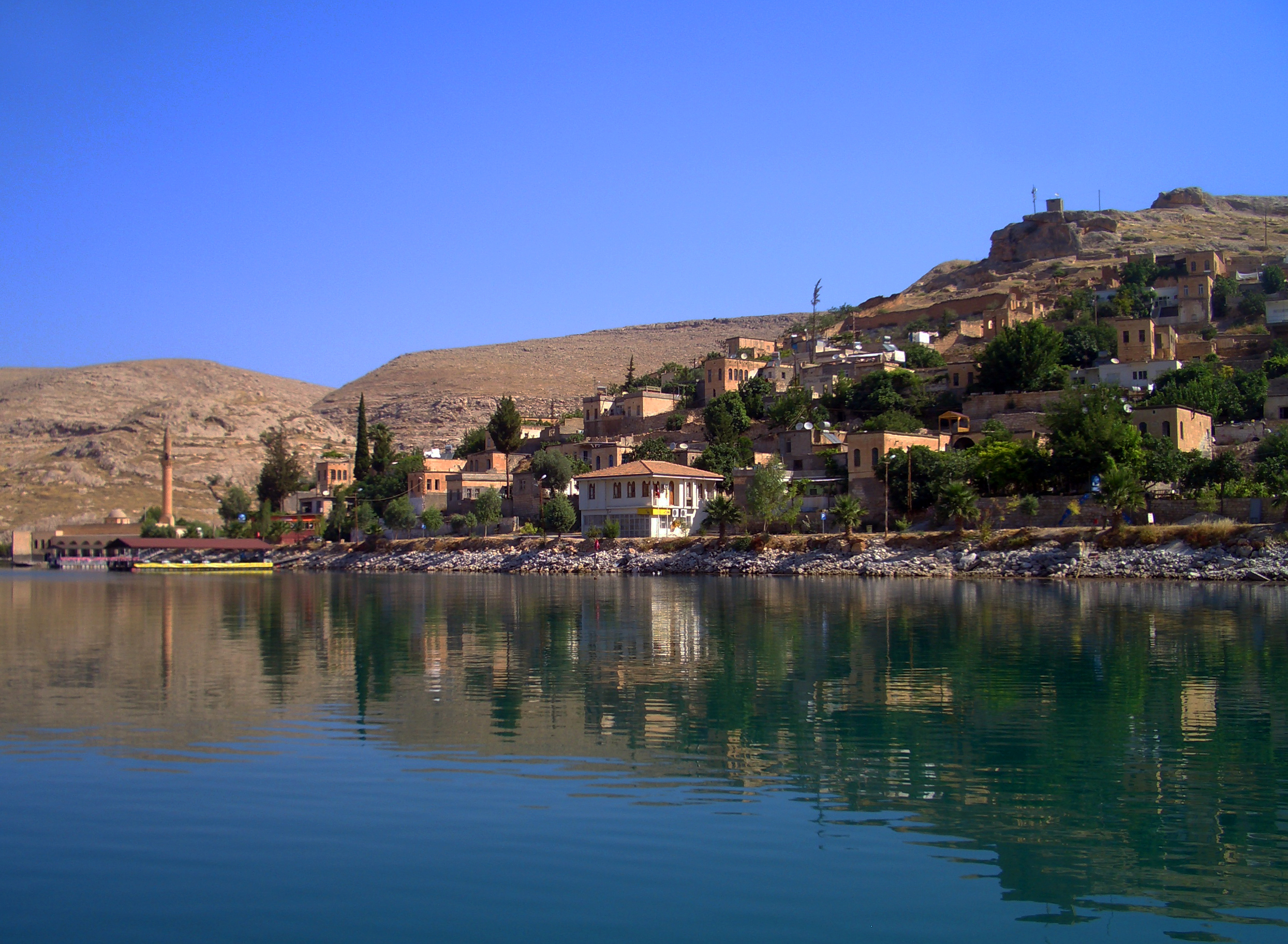